# Nico Willig
Nico Willig (* 11. Dezember 1980 in Tübingen) ist ein deutscher Fußballtrainer.

## Spielerkarriere
Der im Balinger Stadtteil Heselwangen aufgewachsene Willig spielte in der Jugend zunächst für die TSG Balingen und dann drei Jahre für den TuS Ergenzingen. Im Jahr 2000 kehrte der Abwehrspieler zur TSG Balingen zurück und begann seine Karriere im Erwachsenenbereich, während der er dem Klub ununterbrochen treu blieb. In der Verbandsliga Württemberg wurde er mit den Balingern 2008 Meister und stieg in die Oberliga Baden-Württemberg auf. Bis 2011 absolvierte Willig 92 Oberligaspiele, in denen ihm ein Treffer gelang. Anschließend spielte er noch für die zweite Mannschaft der TSG Balingen, bevor er seine Spielerkarriere 2013 beendete.

## Trainerkarriere
Während er noch selbst als Oberligaspieler aktiv war, übernahm Willig 2008 bei der TSG Balingen die neu geschaffene Position des hauptamtlichen Jugendkoordinators. Im Sommer 2013 wurde er Cheftrainer der ersten Mannschaft der Balinger, die er nach dem Klassenerhalt über den 13. Platz der Oberliga Baden-Württemberg am Ende der Saison 2013/14 verließ. Zum Beginn der Spielzeit 2015/16 wurde er U19-Trainer der Stuttgarter Kickers. Im Januar 2016 wechselte Willig zum VfB Stuttgart, bei dem er zunächst die U16 und von Sommer 2016 bis 2018 die U17 trainierte, ehe er Cheftrainer der U19 wurde. 2016 bestand er den Lehrgang zum Fußballlehrer an der Hennes-Weisweiler-Akademie in Hennef, mit den Teilnehmern Julian Nagelsmann und Domenico Tedesco bildete er dabei eine Fahrgemeinschaft.
Am 21. April 2019 übernahm Willig die Bundesligamannschaft des VfB Stuttgart als Nachfolger von Markus Weinzierl interimsweise bis zum Ende der Saison 2018/19. Zu diesem Zeitpunkt stand die Mannschaft nach 30 Spieltagen mit 21 Punkten auf dem Relegationsplatz, wobei der Abstand auf einen direkten Abstiegsplatz drei und auf den ersten Nicht-Abstiegsplatz sechs Punkte betrug. Unter Willig holte der VfB bis zum Saisonende sieben Punkte und verblieb auf dem Relegationsplatz. Bereits vor den Relegationsspielen gegen Union Berlin präsentierte der Verein für die nächste Saison Tim Walter als neuen Cheftrainer. Nach einem 2:2 im Heimspiel und einem 0:0 im Auswärtsspiel stieg der VfB Stuttgart zum dritten Mal in seiner Vereinsgeschichte in die 2. Bundesliga ab.
Zur Saison 2019/20 kehrte Willig als Cheftrainer zur U19 zurück. Zur Saison 2025/26 übernahm er die zweite Mannschaft des VfB in der 3. Liga.